# Ernst Franke (Mediziner, 1875)
Ernst-August Franke (* 17. Juli 1875 in Hannover; † 17. November 1948 in Rostock) war ein deutscher Mediziner und Professor für Chirurgie.

## Leben
Ernst Franke wurde als Sohn eines Kaufmannes geboren. Er besuchte die Realschule und dann das Lyzeum in seiner Vaterstadt. Nach dem Abitur 1896 leistete er den ersten Teil des Militärdienstes als Einjährig-Freiwilliger in Göttingen ab und begann anschließend dort ein Studium der Medizin. Er wurde dort Angehöriger der Burschenschaft Hannovera. Sein Studium setzte er in Heidelberg und Berlin fort. 1901 bestand er das medizinische Staatsexamen, erhielt die Approbation, arbeitete als Volontärassistent an der Charité und wurde promoviert.
Der Berufsweg ist typisch für einen Kliniker jener Zeit. Zuerst war er mehrere Monate als Schiffsarzt tätig. Jeweils von kurzer Dauer waren Tätigkeiten an den Pathologischen Instituten der Universitäten Göttingen und Berlin. Zwischendurch verbrachte er den Rest seiner Militärdienstzeit in Göttingen und erhielt den militärischen Rang eines Unterarztes, später den eines Assistenzarztes. Nach erneuter kurzzeitiger Beschäftigung an der Chirurgischen Universitätsklinik in Berlin wurde Franke 1903 Assistenzarzt an der Chirurgischen Abteilung des Stadtkrankenhauses in Altona. 1905 übernahm er eine ähnliche Funktion an der Chirurgischen Universitätsklinik in Rostock. Dort habilitierte er sich 1908 und wurde zum Privatdozenten ernannt. Von 1912 bis 1919 war er Oberarzt an der vorgenannten Klinik. Im Frühjahr 1914 wurde ihm der Titel eines Professors (Titularprofessor) verliehen. Nach Kriegsausbruch war er zeitweise kommissarischer Leiter der Klinik, zeitweilig leitete er als Sanitätsoffizier das Lazarett „Rotes Kreuz“ in Rostock. 1918 erfolgte seine Anerkennung als Facharzt für Chirurgie. Von 1919 bis 1948 war er Chefarzt der Privatklinik „St. Georg“ in Rostock, pflegte aber weiter guten Kontakt zur Universität Rostock. 1921 wurde er zum außerplanmäßigen außerordentlichen Professor ernannt. Zu Beginn des Zweiten Weltkrieges war er als Wehrmachtsangehöriger Leiter des Lazaretts für Chirurgie an der Universitätsklinik Rostock.
Als es nach Kriegsende darum ging, einen Nachfolger für den entlassenen, NS-belasteten Ordinarius für Chirurgie zu finden, schlugen der Rostocker Oberbürgermeister sowie der Vizepräsident des Landes Mecklenburg, der bekannte Kommunist Gottfried Grünberg, Ernst-August Franke vor. Das ist bemerkenswert, da Franke politisch nationale und konservative Überzeugungen vertrat. Bis 1933 gehörte er der Deutschnationalen Volkspartei sowie dem Stahlhelm an, weigerte sich allerdings nach Auflösung beider Organisationen im Wege der Gleichschaltung, der NSDAP bzw. der SA beizutreten. Nach eigener Aussage wurde er von der NSDAP gepeinigt, verfolgt und angeprangert. Der Oberbürgermeister von Rostock stellte fest, Franke sei wegen seiner antifaschistischen Gesinnung während der Naziherrschaft verfolgt worden. Die Kandidatur war nicht erfolgreich, denn die Medizinverwaltung des Landes Mecklenburg in Schwerin lehnte Franke mit dem Argument „zu alt“ ab. Die Sowjetische Militäradministration bestätigte 1947 Franke als außerplanmäßigen außerordentlichen Professor an der Universität Rostock.

## Veröffentlichungen
- Behandlung und Ausgänge von 44 Depressionsfrakturen am Schäden, aus der Chirurgischen Universitätsklinik zu Berlin (Dissertation), Berlin 1901.
- Zur Bakteriologie der akuten und chronischen Appendicitis mit besonderer Berücksichtigung des peritonealen Exsudas (Habilitationsschrift), Leipzig 1908.